# Глухоозерский цементный завод
Глухоозерский цементный завод — существовавшая в Российской империи компания. Полное наименование — C.-Петербургское товарищество для производства Глухоозерского портландцемента и других строительных материалов.

## История
Завод Глухоозерского товарищества ведет свою историю с середины 90-х гг. XIX в., когда меловые горы, расположенные в окрестностях уездного города Вольска, привлекли внимание прибывших из столицы империи подполковника в отставке, председателя правления C.-Петербургское товарищество для производства Глухоозерского портландцемента и других строительных материалов Андрея Александровича Померанцева и горного инженера Алексея Ивановича Антипова, двоюродного брата композитора П. И. Чайковского. Предприимчивые петербуржцы по сходной цене купили месторождение размером в 9 десятин земли, состоящее из смеси твердых и мягких известняков с мелом и глинами — уникального по составу сырья для производства портландцемента, после чего убедили акционеров действовавшего на тот момент известного петербургского товарищества (получившего впоследствии название Глухоозерского) вложить деньги в будущее цементное производство.
В апреле 1896 г. Глухоозерское товарищество получило разрешение Вольской городской Думы на строительство цементного завода, который уже в июле 1897 г. выпустил первую продукцию.
На I международной строительно-художественной выставке, состоявшейся в 1908 г., предприятие С.-Петербургского товарищества для производства Глухоозерского портландцемента получил Большую Золотую медаль «за отличную постановку цементного производства»
К 1914 г. в окрестностях Вольска в работало 4 цементных завода, в общей сложности дававших порядка 14 % производства цемента в Российской империи
В советское время после национализации предприятие Глухоозерского товарищества получило название завод «Большевик», впоследствии переименованного в ОАО «Вольскцемент», с 2014 г. ставшего составной частью холдинга Holcim (Rus), в свою очередь входящего в международную Группу компаний LafargeHolcim, представленную в 90 странах, и являющуюся мировым лидером в производстве строительных материалов.